# 弥彦村民歌
「弥彦村民歌」（やひこそんみんか）は、日本の新潟県西蒲原郡弥彦村が制定した村民歌である。作詞・太田武彦、補作・弥彦村民歌制定委員会、作曲・遠藤実。

## 解説
「愛郷心を感じることのできる村づくり」を掲げて1980年（昭和55年）に村民憲章を制定したのに続き、村民歌の作成が企画され歌詞の懸賞募集が行われた。入選者の太田は元自衛官で、1967年（昭和42年）に制定された北海道の道民歌「光あふれて」を始め多数の入選歴がある。作曲は戦時中に新潟県へ疎開していた遠藤実へ依頼されたもので、1981年（昭和56年）3月に発表演奏会を実施したのち、作曲者本人が歌唱するレコード（規格品番：PRA-10657）がビクター音楽産業により製造された。
2015年（平成27年）には彌彦神社の遷座百年記念行事として遠藤実歌謡音楽振興財団が弥彦総合文化会館において歌謡祭を開催し、村民歌の奉納が行われている。